# Джураева, Тамара Николаевна
Тамара Николаевна Джураева (род. 1947) — советская и российская актриса театра и кино.

## Биография
Тамара Джураева родилась 11 июня 1947 года. В 1969 году окончила Саратовское театральное училище имени Слонова (курс Юрия Киселёва).
В разные годы работала в Саратовском ТЮЗе, Грозненском русском драматическом театре имени М. Ю. Лермонтова. Начиная с 1982 года в Саратовском академическом театре драмы.

### Роли в театре

#### Саратовский государственный академический театр драмы имени И. А. Слонова
- «Недоросль» Фонвизина — Софья[1]

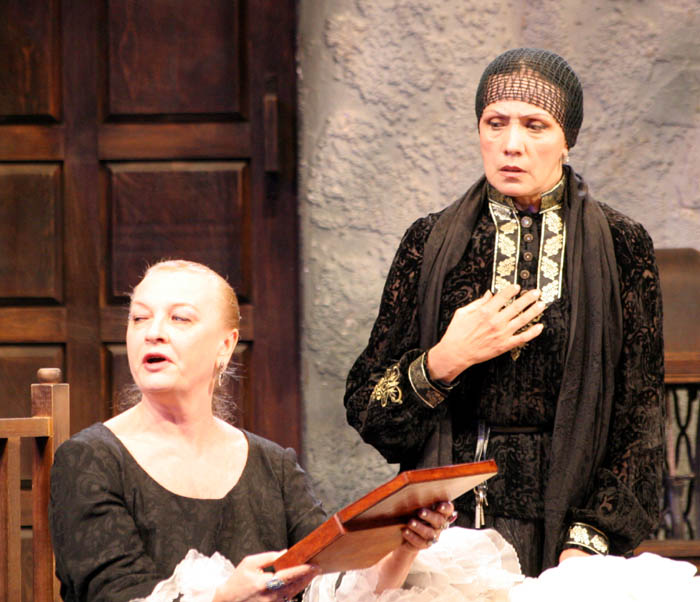
Спектакль Саратовского театра драмы
Мария Хосефа — Валентина Федотова, Бернарда Альба — Тамара Джураева

- «Тополёк мой в красной косынке» Чингиза Айтматова — Асель
- «Маскарад» М. Ю. Лермонтова — Баронесса Штраль
- «Медея» Жана Ануя — Медея
- «Мастер и Маргарита» М. А. Булгакова. Режиссёр: А. И. Дзекун — Гелла
- «Женский стол в Охотничьем зале» Виктора Мережко — Шаганэ Футурян
- «Опасные связи» Ш.Лакло — Воланж
- «Наш городок» Т. Уайлдера — Миссис Уэбб
- 2000 — «Конкурс» Александра Галина. Режиссёр: Антон Кузнецов — Нинель Карнаухова
- 2003 — «Мечтатели» (по пьесам А. Н. Островского «Лес», «Таланты и поклонники», «Бесприданница»). Режиссёр: Антон Кузнецов — Гурмыжская
- 2003 — «Завтрак у предводителя» И. Тургенев. Режиссёр: Игорь Коняев — крестьянка.
- 2005 — «Ловит волк — ловят и волка» («Волки и овцы») А. Н. Островского. Режиссёр: Елена Чёрная — приживалка Мурзавецкой
- 2005 — «Чиполлино и его друзья» Софья Прокофьева, Ирина Токмакова. Режиссёр: Вадим Горбунов — графиня Вишня
- 2006 — «Дом Бернарды Альбы» Ф. Г. Лорка. Режиссёр: Марина Глуховская — Бернарда Альба
- 2007 — «Немного о лете» Екатерины Ткачёвой. Режиссёр: Марина Глуховская — Оля Бушуева
- 2008 — «Хлам» (по пьесе Йосефа Бар-Йосефа «Купер, его дочь и искусство фотографии»). Режиссёр: Ирина Горелик — Тирца

### Фильмография
- 1977 — Свет маяка
- 1979 — Время по солнцу
- 1980 — Любовь не прощает
- Прелестница из Амхерст

## Признание и награды
- 2007 — Лауреат IV областного театрального фестиваля «Золотой Арлекин» (период 2004—2006 г.) в номинации «Лучшая работа актёра в драматическом театре. Женская роль» (Ф. Г. Лорка «Дом Бернарды Альбы»)[2]